# Brandon Sampson
Brandon Sampson (Baton Rouge, Luisiana, 1 de mayo de 1997) es un baloncestista estadounidense que actualmente se encuentra sin equipo. Con 1,96 metros de estatura, juega en la posición de escolta.

## Trayectoria deportiva

### Universidad
Jugó tres temporadas con los Tigers de la Universidad Estatal de Luisiana, en las que promedió 7,9 puntos, 2,3 rebotes y 1,0 asistencias por partido.

### Profesional
Tras no ser elegido en el Draft de la NBA de 2018, jugó con los Atlanta Hawks las Ligas de Verano de la NBA, disputando seis partidos en los que promedió 4,3 puntos y 2,3 rebotes. Firmó posteriormente contrato con los Houston Rockets con quienes disputó la pretemporada, pero acabó siendo asignado a su filial en la G League, los Rio Grande Valley Vipers. Allí disputó 18 partidos, en los que promedió 17,6 puntos, 4,3 rebotes y 3,9 asistencias.
El 27 de diciembre de 2018 firmó un contrato dual con los Chicago Bulls y su filial en la liga de desarrollo, los Windy City Bulls. Debutó en la NBA el 30 de enero, logrando 5 puntos y 2 rebotes en la victoria sobre Miami Heat.
[actualizar]

## Estadísticas de su carrera en la NBA

### Temporada regular
| Año     | Equipo  | PJ | PT | MPP  | %TC  | %3P  | %TL  | RPP | APP | ROB | TPP | PPP |
| ------- | ------- | -- | -- | ---- | ---- | ---- | ---- | --- | --- | --- | --- | --- |
| 2018-19 | Chicago | 14 | 2  | 15.3 | .467 | .379 | .667 | 1.1 | .7  | .6  | .2  | 5.1 |
| Total   | Total   | 14 | 2  | 15.3 | .467 | .379 | .667 | 1.1 | .7  | .6  | .2  | 5.1 |